# Fregaty rakietowe typu Lupo
Fregaty rakietowe typu Lupo – typ osiemnastu włoskich fregat rakietowych, zaprojektowanych w latach 70. XX wieku. Cztery okręty służyły we Włoskiej Marynarce Wojennej, sześć zostało zamówionych przez Wenezuelę, a następne cztery przez Peru. Cztery okręty zamówione przez Irak podczas wojny iracko-irańskiej pozostały we Włoszech, gdzie służą jako okręty patrolowe typu Artigliere.
Dwa włoskie okręty "Lupo" i "Sagittario" zostały w 2004 roku zakupione przez Peru, gdzie weszły do służby jako "Palacios" i "Aguirre".

## Okręty
Włochy
- F-564 „Lupo”(inne języki) (przekazany Peru jako FM-56 "Palacios")
- F-565 „Sagittario”(inne języki) (przekazany Peru jako FM-58 "Quiñones")
- F-566 „Perseo”(inne języki) (przekazany Peru jako FM-57 "Bolognesi")
- F-567 „Orsa”(inne języki) (przekazany Peru jako FM-55 "Aguirre")

 Irak
- "Hitten" (wcielony do Włoskiej Marynarki Wojennej jako F-582 „Artigliere”(inne języki))
- "Thi Qar" (wcielony do Włoskiej Marynarki Wojennej jako F-583 „Aviere”(inne języki))
- "Al Qadissiya" (wcielony do Włoskiej Marynarki Wojennej jako F-584 „Bersagliere”(inne języki))
- "Al Yarmouk" (wcielony do Włoskiej Marynarki Wojennej jako F-585 „Granatiere”(inne języki))

 Peru
- FM-51 "Carvajal"
- FM-52 "Villavicencio"
- FM-53 "Montero"
- FM-54 "Mariátegui"

 Wenezuela
- F-21 "Mariscal Sucre"
- F-22 "Almirante Brión"
- F-23 "General Urdaneta"
- F-24 "General Soublette"
- F-25 "General Salóm"
- F-26 "Almirante García"